# Jean Prieur
Pour les articles homonymes, voir Jean Prieur (historien) et Prieur (homonymie).
 (avril 2016).
Si vous disposez d'ouvrages ou d'articles de référence ou si vous connaissez des sites web de qualité traitant du thème abordé ici, merci de compléter l'article en donnant les références utiles à sa vérifiabilité et en les liant à la section « Notes et références ».
Œuvres principales
- L'âme des animaux
- Les témoins de l'invisible
- Les « morts » ont donné signe de vie

Jean Prieur est un professeur et écrivain français né le 10 novembre 1914 à Lille et mort le 23 décembre 2016 à Pontoise. 
Il est l'auteur de nombreuses études sur l'Histoire, l'au-delà, la vie après la mort et le paranormal, quand ces sujets côtoient le mysticisme.

## Biographie
Jean Prieur naît en novembre 1914 à Lille, alors occupée par l’armée allemande, dans une famille protestante. Élève des lycées Buffon et Condorcet et diplômé de l’École libre des sciences politiques, il affiche un goût prononcé pour l’histoire et la littérature.
Après un premier emploi à l'Exposition internationale de 1937, il succède, en 1938, à Georges Arnaud en tant que rédacteur à l’Union nationale des associations de tourisme. L’année suivante il devient professeur de français-latin à l'École de Guyenne.
Juste avant l’occupation de Bordeaux, en juin 1940, il réussit à passer un certificat de littérature française. Il obtient ensuite un certificat d’études latines à Toulouse, puis termine sa licence ès lettres à Lyon et à Paris. Le séjour à Lyon, où il se fixe à partir de 1941, s’avère difficile et profitable. Profitable parce que dur et dangereux. La liste des épreuves imposées par la réalité est abondante et variée : la faim, le froid, la peur des délations, les déceptions. Il a mis un certain temps à aimer cette ville discrète qui a été pour lui une école de courage.
En 1945, il est rédacteur du Journal parlé de la Radiodiffusion française sous la direction de Vital Gaymann, avec pour collègues Georges de Caunes, Jacqueline Joubert et Paul Guimard. En juillet de la même année, il est nommé officier de contrôle pour les pays d'occupation. Il est ensuite chargé des émissions culturelles françaises diffusées en Autriche sur Radio Vorarlberg, Radio Innsbruck et Radio Vienne. À partir de 1947, il est professeur de langue et de civilisation françaises à Bonn, à Cologne, à l’Institut français de Berlin. Il occupe la même fonction aux universités populaires de Jönköping (Suède) et de Fredrikstad (Norvège).
Jean Prieur meurt le 23 décembre 2016 à l'âge de 102 ans. Il est inhumé le 29 décembre au cimetière ancien de Rueil-Malmaison (Hauts-de-Seine).

## Œuvres
Jean Prieur commence sa carrière littéraire en 1932 avec une nouvelle : Le mortel anachronisme, et se passionne pour Teilhard de Chardin. Il se lie avec Gabriel Marcel, Jean Guitton. Dans la première partie de sa vie, il recourt au style dramatique pour approfondir des sujets spirituels, puis, au fil des ans, il reconnait que ce thème ne peut se limiter à des représentations sur scène ou à des émissions radiophoniques. Il a dit écrire pour être « cohérent » avec lui-même. 
Sa rencontre avec Marcelle de Jouvenel, qui dit avoir reçu par écriture automatique des messages de son fils Roland mort prématurément, le convainc de se consacrer à l’étude de l’au-delà. Guidé par son inspiration, il publie des études sur les maîtres spirituels et l'après vie.
De 1958 à 1978, il enseigne à l'Alliance française de Paris. 
En décembre 1994, Jean Prieur reçoit la Médaille de vermeil de la Ville de Paris pour l'ensemble de son œuvre.

### Œuvres radiophoniques et théâtrales
- Cruelle départie, Radio-Lyon, 1941, avec André Chanu et Geneviève Blanc.
- Le voyage des rois, Radio-Lyon, 1941. Traduit en allemand : Dem Sterne Entgegen, NWDR.
- Le comte de Saint-Germain, Radiodiffusion française, 1944.
- Vivants contre Divins, cinq actes. Créé à Cologne par Der Quell: Der Turmbau zu Babel
- Le jeu des bergers, Paris-Inter, 1953. Musique de J. J. Grunenwald, avec Alain Cuny, Jean Desailly, Roger Blin, Mony Dalmès de la Comédie-Française et Aimé Clarion de la Comédie-Française.
- La chair et le marbre, comédie radiophonique, Radio-Vienne, 1945
- Argine, comédie en trois actes, 1950.
- La cour des Miracles , 1952. Création au Studio des Champs Elysées, joué à la radio par Madeleine Robinson, Silvia Monfort et Louis Seigner.
- La polka du 14 juillet, 1955. Joué par Claude Rich et Denise Grey
- Cyrano de Paris, Les lectures du théâtre des auteurs, en 1966 par Claude Dauphin.
- L’homme de diamant, film radiophonique sur un thème de Cervantes, France Culture, 1970
- L’invitation à la mort, les derniers jours d’Henri de Kleist, film radiophonique, Radio France III, 1959
- L’affaire Calas, film radiophonique créé par le Théâtre populaire de juin 44, 1962
- Les falaises d’Etretat, comédie radiophonique avec Denise Grey, ORTF, 1963
- L’affaire Florence Dens, pièce policière, Radio Outre-Mer, 1963
- Un odieux séducteur, comédie radiophonique, ORTF, 1963
- Un bonheur est si vite arrivé. Primé par le Théâtre Tête d'Or de Lyon.
- La grande terreur, France III, avec Elina Labourdette, Renaud Mary et Henri Rolland de la Comédie-Française, 1963
- Alambics et vieux grimoires, Inter-variétés, avec Jeanne Marken et Philippe Nicaud, 1970
- Raphaël Noir, avec Guy Tréjan (Vigny) et Jacqueline Porel (Marie Dorval), 1971
- La hantise du chevalier Reinhold, France Inter, 1972